# Saint-Just-Saint-Rambert
 Saint-Just-Saint-Rambert  es una población y comuna francesa, situada en la región de Ródano-Alpes, departamento de Loira, en el distrito de Montbrison y cantón de Saint-Just-Saint-Rambert.
Se formó en 1972 por la unión de Saint-Just-sur-Loire a Saint-Rambert-sur-Loire, quedando la primera como comuna asociada.

## Demografía
| 2 300                     | 2 355 | 2 556 | 2 726 | 3 015 | 3 012 | 3 078 | 3 026 | 2 759 | 2 458 | 2 545 | 2 515 | 2 400 | 2 432 | 2 619 | 2 800 | 2 989 | 3 049 | 3 240 | 3 135 | 3 026 | 2 796 | 2 963 | 2 982 | 3 263 | 2 994 | 3 634 | 7 419 | 8 156 | 9 010 | 10 533 | 12 299 | 13 192 | 14 542 |
| (Fuente: INSEE y Cassini) |       |       |       |       |       |       |       |       |       |       |       |       |       |       |       |       |       |       |       |       |       |       |       |       |       |       |       |       |       |        |        |        |        |

La comuna asociada de Saint-Just-sur-Loire tenía una población municipal de 6 809 habitantes en 2007.